# 보이테크
보이테크(폴란드어: Wojtek, 1941년 ~ 1963년 12월 2일)는 제2차 세계 대전 당시 폴란드군과 함께 참전한 시리아불곰이다. 전역 시 최종 계급은 하사였다. 참전한 전투는 몬테카지노 전투였다.

## 생애

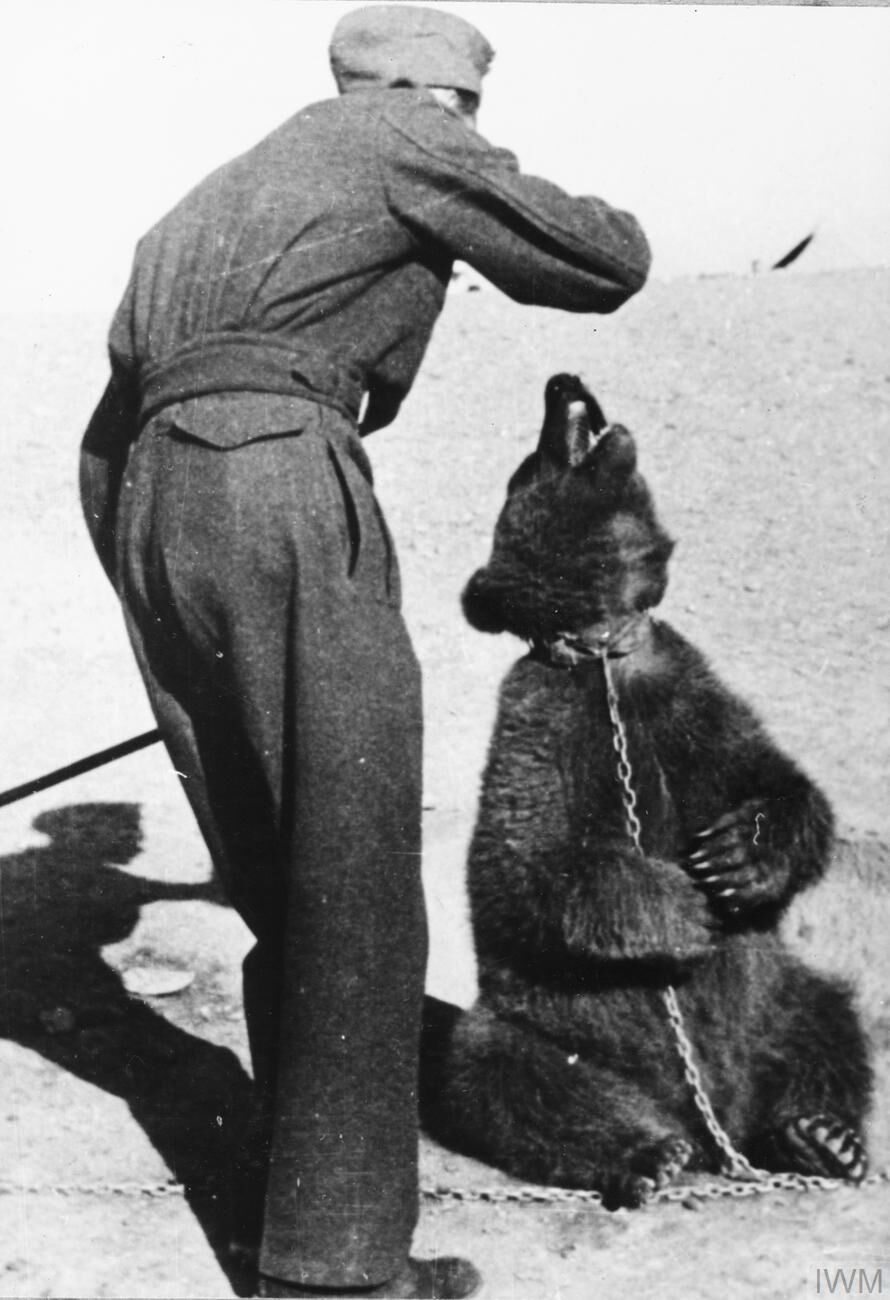
1942년 이란에서 폴란드군 군인과 보이텍

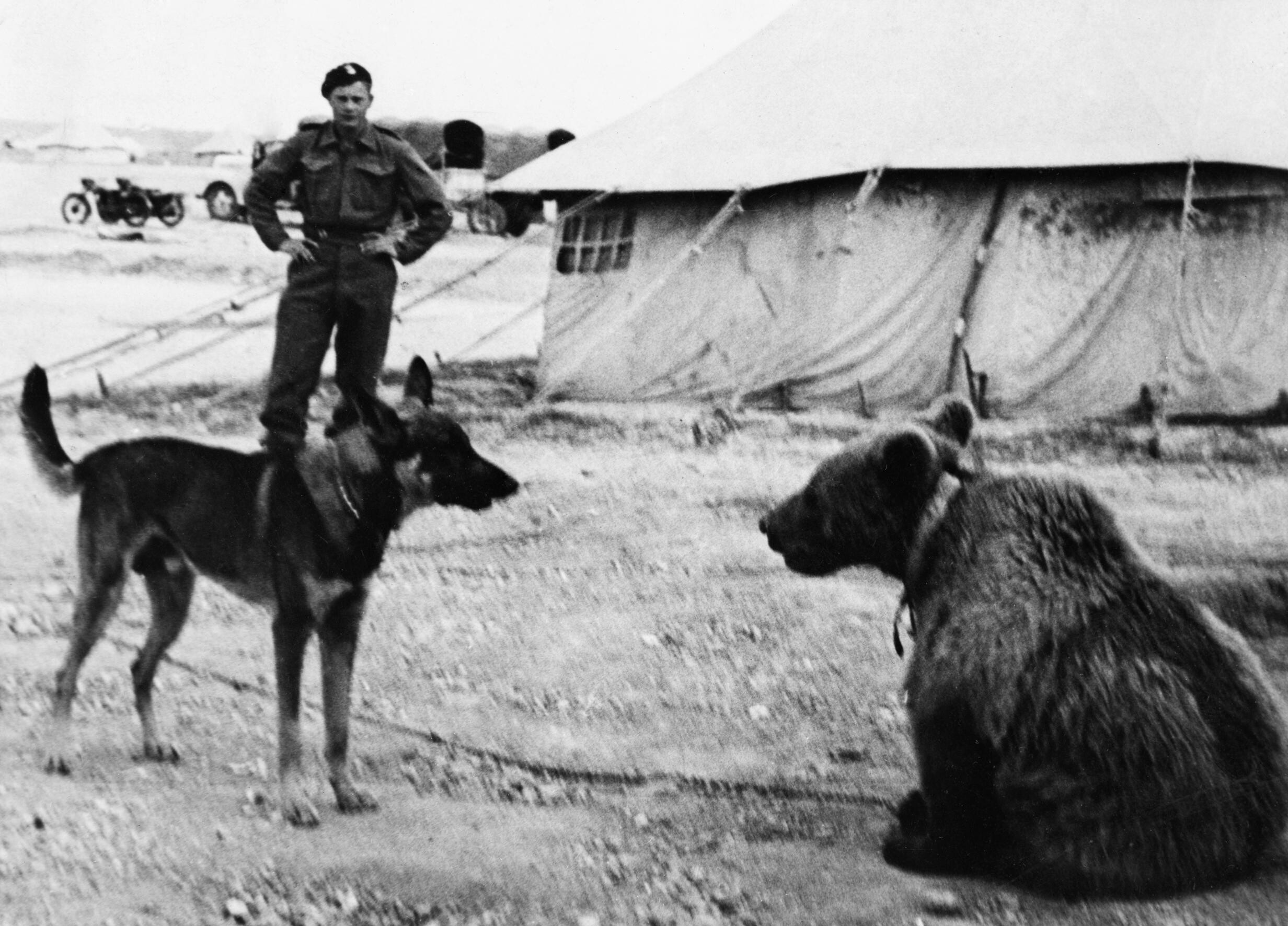
보이텍이 자유 폴란드군 장교와 군견을 만났다.

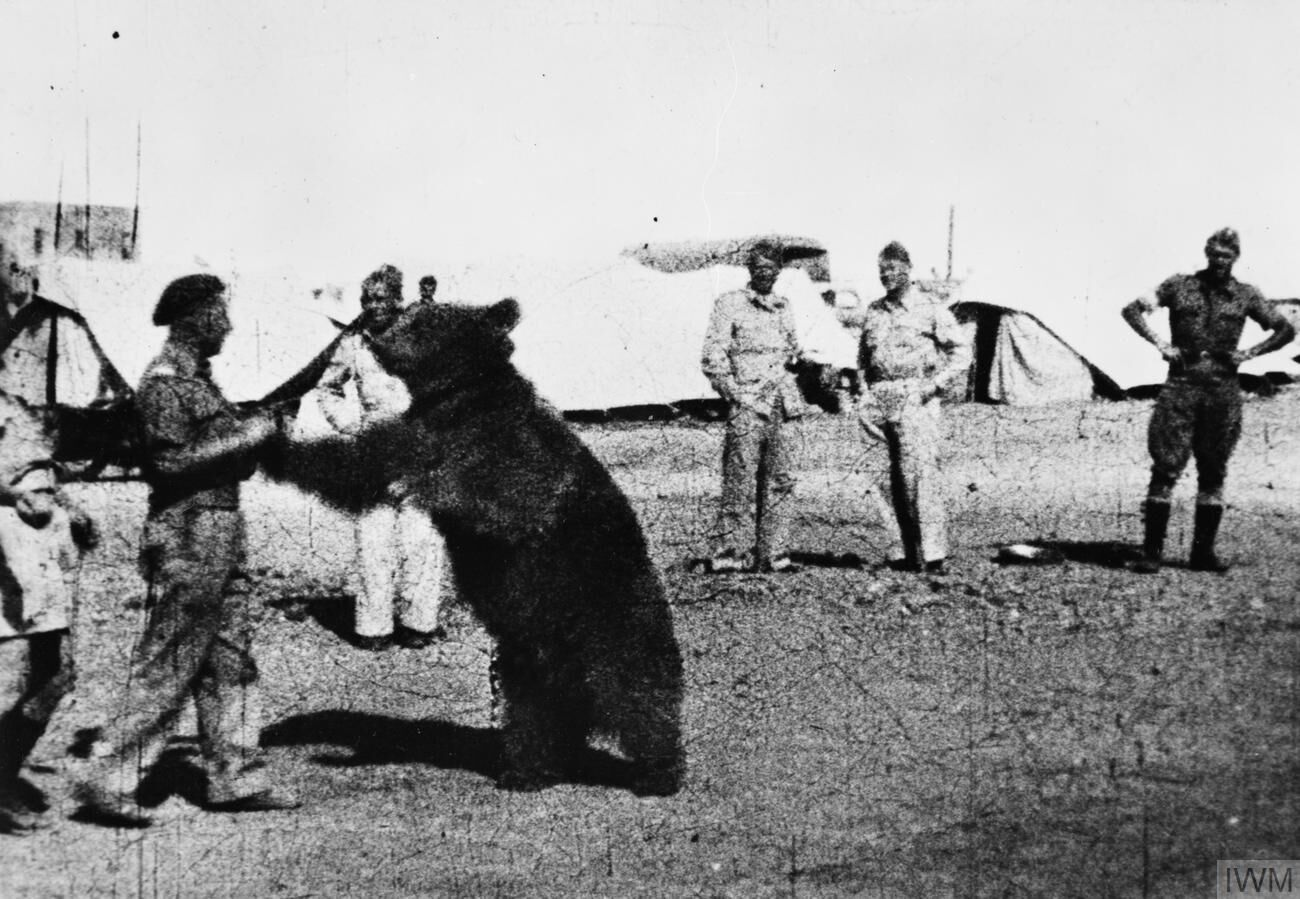
보이텍의 모습은 폴란드 육군 제2군단 22보급중대의 문장이 되었다.

### 제2차 세계 대전
1941년 이란 하마단 주에서 태어나서 어미를 잃었다.
1942년 4월, 이란 반다르에안잘리에서 팔레스타인으로 떠나던 폴란드군 병사는 현지 이란인 소년으로부터 아기 시리아불곰 한마리를 샀다. 이 어린 아기곰은 음식을 잘 먹지 못해서 폴란드 군인이 직접 빈 보드카병에다가 우유를 담아서 먹였다. 이런 경험 때문인지 이 아기곰은 평생토록 병에다가 물이나 주스나 우유 같은 걸 담아먹기를 좋아했다. 보이텍은 자유 폴란드군 제2군단 22보급중대원들에게 길러졌고, 제22보급중대를 따라 이란, 이라크, 시리아, 팔레스타인, 이집트, 이탈리아, 영국까지 따라다녔다.
보이텍은 제22보급중대원들에게서 과일, 설탕 시럽, 마멀레이드, 꿀, 맥주만 먹고 자랐다. 그래서인지 고기를 먹고 자란 다른 곰들과는 달리 성격이 온순했다.
보이텍은 폴란드 군인들과 같이 먹고, 자는 것을 매우 좋아했으며, 다 큰 다음에도 군인들과 같이 자는 걸 좋아했다. 이런 일 덕분인지 보이텍과 제22보급중대는 다른 부대들로부터 많은 관심을 받게 되었다.
보이텍은 병사들과 트럭을 타고 다니는 걸 좋아했다. 또한 병사들과 레슬링하는 걸 좋아했고, 항상 보이텍이 이겼다. 보이텍은 이길 때마다 병사 위에 올라타서 얼굴을 혀로 핥아줬다.
이후 보이텍은 1944년 몬테카지노 전투에 동료 병사들을 따라서 참전했다. 그는 적진에 포를 쏘는 전투가 진행되는 와중에 동료들을 도와서 포탄 운반을 담당했다. 그리고 단 한 발도 떨어뜨리지 않았다.
이로 인하여 보이텍의 유명세는 더욱 높아졌기에 보이텍을 형상화한 그림이 폴란드 육군 제2군단 제22보급중대의 문장이 되었다. 그리고 보이텍의 모습을 본딴 배지가 만들어져서 제22보급중대원들의 군복 옷깃에다가도 달게 되었다.

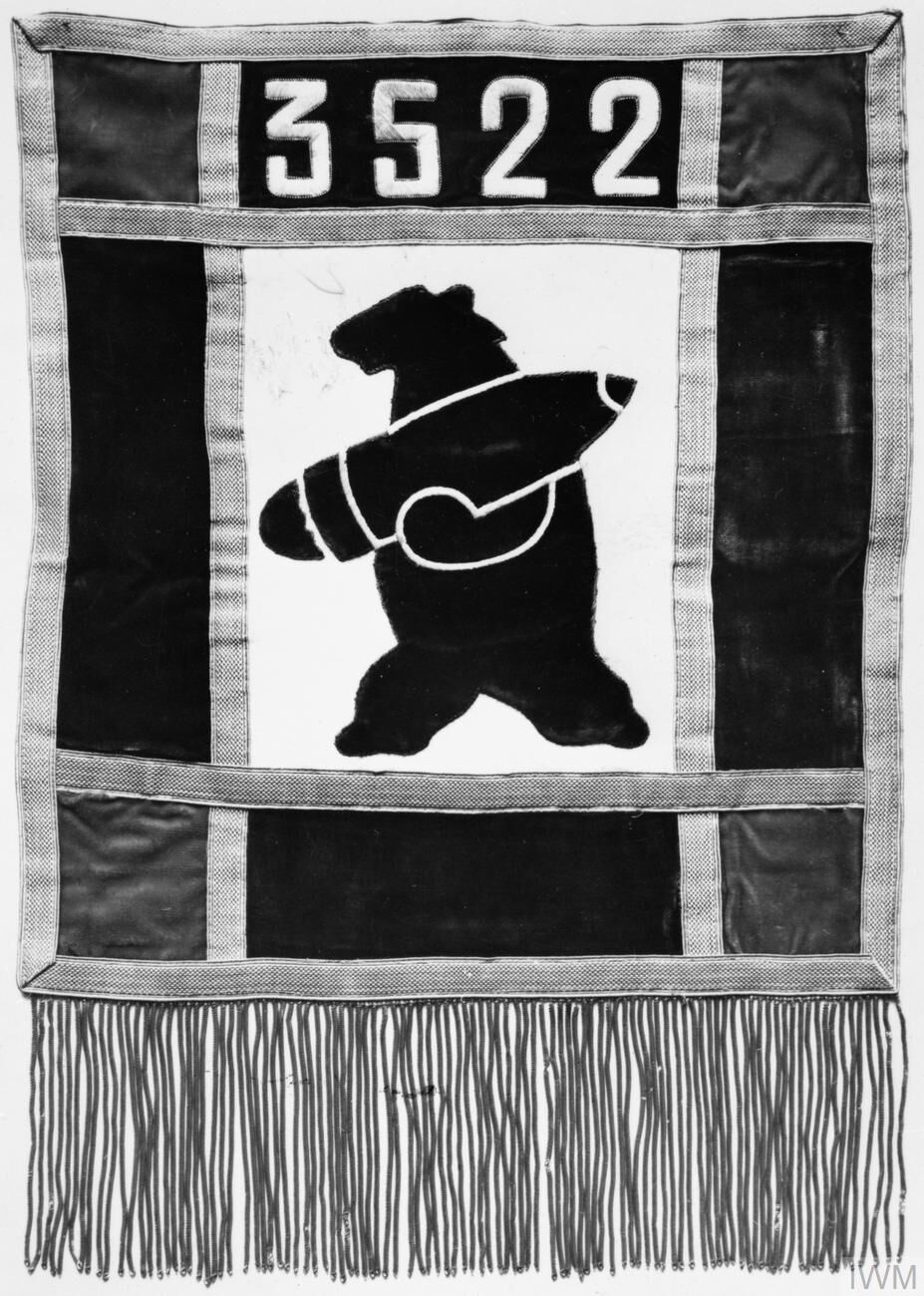
보이텍이 배속된 제22보급중대의 깃발

제2차 세계 대전이 끝나고 나서는 부대원들을 따라 스코틀랜드 글라스고에 주둔했다. 이후 제22중대 인근의 윈필드 공원에서 살게 되었고 부대원들과 현지 주민들의 많은 관심을 받았다. 많은 언론들의 취재가 있었다. 폴란드계 스코틀랜드인들을 위한 폴란드-스코틀랜드 우호 협회에도 가입하게 되었다. 그는 자신의 가입 환영 행사에서 병에다가 맥주를 담아 마셨다.

### 종전 이후
전쟁이 끝난 뒤 1947년에 자유 폴란드군은 해산되었지만 조국인 폴란드가 공산화되었기 때문에 보이텍은 폴란드 땅을 밟을 수 없었다. 이후 1947년 11월 15일에 보이텍은 에든버러 동물원에서 살게 되었다. 동물원장은 제22보급중대장인 안토니 헤우코프스키(Antoni Chełkowski) 소령의 허가 없이는 보이텍을 다른 곳으로 옮기지 않기로 약속했다. 보이텍이 동물원에서 살게 된 이후에도 동료 중대원들은 예비역 신분으로 동물원을 방문해서 보이텍을 자주 만났다. 때로는 울타리 너머로 담배를 던져주기도 하였으며 동료들이 울타리를 무단으로 넘어 보이텍과 놀기도 했다.
제22포탄보급중대원이었던 참전 용사 보이텍은 1963년 12월 2일에 22세를 일기로 자연사하였다. 곰의 평균 수명은 약 25년이다. 사망 당시 보이텍의 몸무게는 500파운드였고(약 227 kg) 키는 6피트였다(약 183 cm).

## 관련매체

### 기념물
폴란드 참전 곰 기념물들:

보이텍 하사는 제22포탄보급중대의 상징이 되었다. 제22포탄보급중대는 이걸 모든 차량에 붙이고 다녔다.

- 스코틀랜드 에든버러 동물원에 기념비가 있다.
- 스코틀랜드 에든버러 시에 기념비가 있다.[1]
- 잉글랜드 그림즈비에 기념비가 있다.[2]
- 크라쿠프(Kraków) 헨리크 요르단 공원에 몬테카시노 전투 승전 70주년(2014년 5월 18일)을 기념해서 세워졌다.[3]
- 영국 런던의 왕립 전쟁 박물관, 캐나다 오타와의 전쟁 박물관에 기념비가 있다.
- 영국 런던 폴란드인 협회 소속 시코르스키 장군 박물관에 참전 곰 보이텍 기념비가 있다.
- 2011년 11월 22일에 보이텍이 복무한 제22중대의 깃발이 폴란드 자간에 있는 섬유무역 학교에서 다시 만들어졌다. 제22중대의 깃발은 보이텍과 같은 중대였던 보이치에흐 나렘프스키(Wojciech Narębski) 교수에게 전달되었다.[4].
- 영국에서는 보이텍의 이름을 딴 맥주가 출시되었다.[5]
- 2013년 6월 7일에 참전 곰 보이텍을 기념하는 기념비가 폴란드 자간에 세워졌다.[사진 2] 보이텍과 같은 중대였던 제22중대 원출신 보이치에흐 나렘프스키(Wojciech Narębski) 교수를 비롯한 많은 사람들이(영국인도 포함) 보이텍 동상 건립을 위해 모금 운동을 벌였다.[6]
- 2013년 9월 17일에 바르미아마주리주(Województwo warmińsko-mazurskie) 심바르크(Szymbark) 마을에 참전곰 보이텍 동상이 설치되었다. 보이텍 동상의 높이는 실물과 비슷한 185cm이며 귀에 폴란드군 모자를 쓰고 있다.[7]
- 폴란드 소포트(Sopot)에 기념비가 세워졌다.[8]

### 음악
- "VOYTEK THE SOLDIER BEAR" 영국 노래[9]
- "Wojtek, the bear soldier" 폴란드 노래, 2011년에 발표된 앨범 "40 surfers waiting for the wave" 수록곡[10]
- "Wojtek" 폴란드 노래, 앨범 "Paszport" 수록곡. 폴란드계 영국인 가수 케이티 카의 노래다.

## 같이 보기
- 폴란드 동부군
- 폴란드 서부군
- 닐스 올라프
- 래리 (고양이)
- 래클리스

## 참고

### 인용
1. ↑  Private Wojtek, the 35-stone 'soldier bear’ which drank, smoked and battled the Nazis, remembered with £200,000 statue, Daily Mail, 14th October 2010 – Artykuł ze zdjęciami projektu pomnika Wojtka w Daily Mail.
2. ↑  “Niedźwiedź Wojtek uhonorowany, Newsweek, 16 listopada 2011”. 2013년 12월 3일에 원본 문서에서 보존된 문서. 2014년 1월 18일에 확인함.
3. ↑  보이텍과 함께 참전했던 보이치에흐 나렘프스키(Wojciech Narębski) 교수가 보이텍 동상 건립 후원 모금 운동을 하고 있다. W Krakowie powstanie pomnik niedźwiedzia Wojtka 보관됨 2013-12-02 - 웨이백 머신.
4. ↑  Przejecie tradycji 22KZA. W: Strona internetowa Zespołu Szkół Tekstylno-Handlowych w Żaganiu.
5. ↑  “Brytyjski browar wprowadził piwo Wojtek”. 2012년 9월 2일.
6. ↑  “Odsłonięcie pomnika niedźwiedzia Wojtka i nadanie Zespołowi Szkół Tekstylno-Handlowych w Żaganiu imienia gen. Władysława Andersa”. 2013년 12월 3일에 원본 문서에서 보존된 문서. 2014년 1월 18일에 확인함.
7. ↑  “W Szymbarku stanął pomnik... niedźwiedzia, który walczył pod Monte Cassino” (폴란드어). Agora SA. 2013년 9월 19일. 2015년 4월 7일에 확인함.
8. ↑  “보관된 사본”. 2020년 10월 10일에 원본 문서에서 보존된 문서. 2014년 1월 18일에 확인함.
9. ↑  VOYTEK (Wojtek) THE SOLDIER BEAR SONG - 유튜브
10. ↑  „40 surfers waiting for the wave"에 관한 정보 보관됨 2012-03-07 - 웨이백 머신.

### 사진
1. ↑  보이텍 배지 사진(실물){{ 보관됨 2014-02-01 - 웨이백 머신
2. ↑  사진

- 보이텍 배지를 옷깃에 단 보이치에흐 나렘프스키(Wojciech Narębski) 교수
- 폴란드 자간에 설치된 보이텍 동상을 방문한 보이치에흐 나렘프스키(Wojciech Narębski) 교수

### 웹
- “Wojtek the soldier bear” (영어). Mixed Martial Arts LLC. 2015년 9월 16일에 원본 문서에서 보존된 문서. 2015년 4월 7일에 확인함.
- Wojciech Drewka (2013년 9월 17일). “Szymbark. Niedźwiedź Wojtek ma swój pomnik w CEPR” (폴란드어). Express Kaszubski. 2016년 3월 4일에 원본 문서에서 보존된 문서. 2015년 4월 7일에 확인함.